# Osoy
Osoy (en macédonien Осој) est un village de l'ouest de la Macédoine du Nord, situé dans la municipalité de Debar. Le village comptait 6 habitants en 2002.

## Démographie
Lors du recensement de 2002, le village comptait :
- Macédoniens : 6